# Cirugía de la hernia inguinal
La cirugía de la hernia inguinal es una operación quirúrgica para la corrección de una hernia inguinal. No se recomienda la cirugía en la mayoría de los casos, y la espera vigilada es la opción recomendada. En particular, la cirugía electiva ya no se recomienda para el tratamiento de hernias mínimamente sintomáticas, debido al riesgo significativo (> 10%) de dolor crónico ( síndrome del dolor post herniorrafia) y el bajo riesgo de encarceración o estrangulamiento (<0,2% por año). Como consejo general si se opta por la cirugía, son más importantes la elección del cirujano y del hospital que la de una determinada técnica o material quirúrgico.

## Reparaciones con mallas

### Reparaciones abiertas (Lichtenstein)
La reparación de la hernia inguinal más común hoy en día es la reparación de Lichtenstein. Se coloca una malla plana en la parte superior del defecto.
Se trata de una reparación "libre de tensión" que no pone tensión en los músculos, al contrario de las reparaciones de sutura de Bassini y Shouldice (pero también hay reparaciones de sutura libre de tensión, como Desarda). Se trata de colocar una malla para reforzar la región inguinal. Generalmente, los pacientes van a casa a las pocas horas de haberse llevado a cabo la cirugía, a menudo no requiere medicación más allá de paracetamol. Se les anima a los pacientes a que caminen tan pronto como sea posible después de la operación, y por lo general pueden reanudar sus actividades normales después de una o dos semanas. Las complicaciones son: dolor crónico (20%), sensación de cuerpo extraño, rigidez, orquitis isquémica, atrofia testicular, dis-eyaculación, aneyaculación o la eyaculación dolorosa en torno al 12%. Estos síntomas son a menudo subregistrados, o sea: Son menos reportados de lo que ocurren en realidad. El nivel de recurrencia se estima en 2%.[cita requerida]

### Reparación laparoscópica
Hay principalmente dos métodos de reparación laparoscópica: la reparacióm transabdominal preperitoneal (TAPP) y la reparación totalmente extraperitoneal (TEP). Cuando la reparación es realizada por un cirujano con experiencia en la reparación de la hernia, la reparación laparoscópica causa menos complicaciones que la de Lichtenstein, y sobre todo, menos dolor crónico. Sin embargo, si el cirujano tiene experiencia en cirugía laparoscópica general, pero no en el tema específico de la cirugía laparoscópica de la hernia, esta reparación no es aconsejable, ya que provoca más riesgo de recurrencia que Lichtenstein, a la vez que presenta riesgo de complicaciones serias, como puede ser la lesión de órganos. De hecho, el enfoque de TAPP tiene que ir a través del abdomen. Dicho todo esto, muchos cirujanos se están interesando en las metodologías laparoscópicas, ya que son más lucrativas, y causan incisiones más pequeñas, lo que tiene como resultado: menos sangrado, menos infecciones, una recuperación más rápida, reducción de la hospitalización y la reducción del dolor crónico.
| Ventajas | Desventajas |
| --- | --- |
| - Recuperación más rápida - Menos dolor durante los primeros días - Menos complicaciones postoperatorias tales como infecciones, hemorragias y seromas - Menor riesgo de dolor crónico | - Necesidad cirujano con amplia experiencia - Más de 200 operaciones al año) en la reparación de hernias inguinales - Un mayor tiempo de funcionamiento - Aumento de la recurrencia de las hernias primarias si el cirujano no tiene suficiente experiencia |

No hay ninguna diferencia entre el costo de la reparación laparoscópica y la abierta, ya que los mayores costos de operación son compensados por la disminución del período de recuperación. Las tasas de recurrencia son idénticas, cuando la laparoscopia se realiza por un cirujano experimentado. Cuando se realiza por un cirujano con menos experiencia en la reparación de la hernia inguinal, la recurrencia es mayor que después de la reparación de Lichtenstein.

### Mallas

#### Mallas permanentes

##### Mallas comerciales

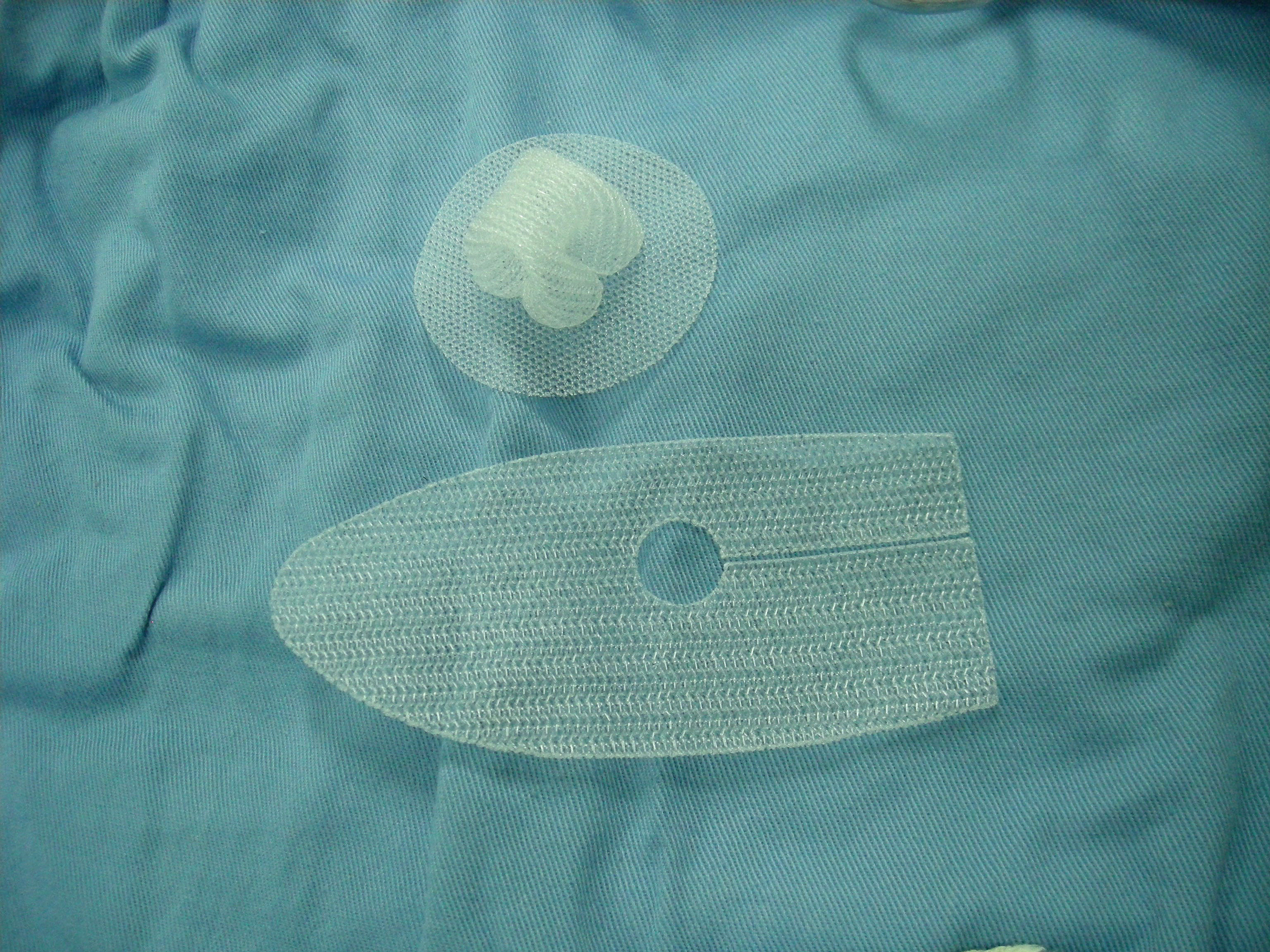
Malla de polipropileno usada en cirugía de hernia inguinal

Las mallas comerciales están hechas típicamente de prolene (polipropileno) o poliéster. Las mallas Marlex, Gore-Tex o Teflónla las venden algunas empresas. Las mallas ligeras parecen causar menos molestias que las mallas más pesadas. Algunos kits de reparación combinan un enchufe y un parche. Algunos módulos y kits de conexión combinan un enchufe absorbible con un parche no absorbible, como Bio-A, fabricado por W. L. Gore Por lo tanto, su nombre puede ser engañoso: Bio-A no es totalmente bio-absorbible

##### Malla mosquitera
Las mallas hechas de ropa de mosquitera, en copolímero de polietileno y polipropileno se han utilizado para pacientes de bajos ingresos en las zonas rurales de India y Ghana. Cada pieza cuesta 0,01 $, 3700 veces menos que una malla comercial equivalente Tienen resultados idénticos que las mallas comerciales en términos de infección y tasa de recurrencia a los 5 años.
Por lo tanto, aún no se ha demostrado que a pesar de su costo considerablemente superior, las mallas estándar comerciales podrían ofrecer una mejora en la práctica sobre las confeccionadas de ropa de mosquitera en la cirugía de la hernia inguinal.

##### Complicaciones
Las complicaciones son frecuentes (> 10%). Estas incluyen, pero no se limitan a: sensación de cuerpo extraño, dolor crónico, trastornos en la eyaculación, movimiento de la malla, plegamiento de la malla (meshoma), infección, adhesión de formación, erosión en los órganos intraperitoneales. Estas complicaciones generalmente se vuelven aparentes a las semanas o años después de la reparación inicial, en forma de absceso, fístula, o obstrucción intestinal.
A largo plazo, las mallas de polipropileno se enfrentan a la la degradación, debido a los efectos del calor. Esto aumenta el riesgo de rigidez y dolor crónico. La persistente inflamación y el aumento de la renovación celular en la interfaz del tejido de la malla incrementó la posibilidad de cáncer.
Se han relacionado casos de azoospermia obstructiva con el uso de la malla de polipropileno, debido a la obstrucción de los conductos deferentes como resultado de la reacción fibroblástica en la malla. Sin embargo, un estudio reciente estima que este riesgo parece ser menor del 1%  y por lo tanto, no necesita ser notificado en un consentimiento informado.

#### Malla absorbible
Las Mallas biológicas son cada vez más populares desde su primer uso en 1999 y su introducción posterior en el mercado en el 2003. Su uso es una instancia de medicina regenerativa. En oposición a las mallas sintéticas no absorbibles, estas son absorbibles y pueden ser utilizadas para la reparación en un entorno infectado, al igual que para una hernia incarcerada. Por otra parte, parecen mejorar la comodidad y es de suponer, que reducen el riesgo de inguinodinia.
Se han probado después de una inguinodinia relacionada con la malla.  Algunas mallas tienen un precio comparable a la gama alta de mallas sintéticas, las más baratas (500 $ ) siendo las Surgisis-Biodesign, fabricadas por Cook Group, a partir de la matriz extracelular de la submucosa del intestino delgado del cerdo. En la actualidad, existen también mallas sintéticas totalmente absorbibles, Tigr Matrix , fabricado por Novus Científico, en el mercado de los EE. UU. (510 (k) FDA depuración) desde 2010 y en el mercado de la UE desde 2011. En 3 años, solo tiene una `prueba preclíncica llevada a cabo en ovejas.
Aunque su beneficio no está plenamente establecido todavía, se está explotando el mercado de las mallas biológicas, y si la tendencia actual se confirma, se podrán reemplazar las mallas sintéticas en los EE. UU. para el año 2016

## Reparaciones de sutura

### Reparaciones de tensión

#### Bassini
La primera reparación de hernia inguinal eficiente fue descrita por Edoardo Bassini en la década de 1880. La técnica de Bassini es una reparación de "tensión", en el que los bordes del defecto se vuelven a coser, sin ningún tipo de malla. En la técnica de Bassini, el tendón conjunto (formado por los extremos distales de los transversos del abdomen y por los músculos oblicuos internos) se aproxima al ligamento inguinal y se cierra. En la actualidad, el principal interés del procedimiento de Bassini es histórico. Sigue siendo realizado en algunos países poco desarrollados, cuando los cirujanos no tienen conocimiento de las mallas mosquiteras como alternativa a las mallas comerciales en la reparación de Lichtenstein, o si ignoran las reparaciones más eficientes basadas en las reparaciones de sutura.[cita requerida].

#### Shouldice
La técnica de Shouldice es la principal reparación basada en la sutura. Se trata de una reconstrucción de cuatro capas de la fascia transversalis relativamente difícil ; sin embargo, tiene relativamente bajas tasas de recurrencia reportadas en manos de un cirujano experimentado en este método.
Hoy en día las reparaciones de Shouldice se usan con menos frecuencia que en años anteriores, especialmente en los países en proceso de desarrollo. Esto se debe principalmente al hecho de que el método de Lichtenstein basado en la malla es más fácil de realizar. Este hecho tiene como consecuencia que la reparación de Shouldice tenga una mayor tasa de recurrencia de la hernia en manos de cirujanos que no tienen experiencia con ellas (menos de 200 operaciones al año). Otro inconveniente es el dolor posoperatorio debido a la tensión sobre los músculos, que generalmente dura algunas semanas. Sin embargo, este dolor se controla bien con antálgicos, y este dolor a corto plazo debe equilibrarse con el riesgo mucho más bajo del dolor a largo plazo de la técnica de Shouldice, que es dos veces menor que el dolor provocado por el método de Lichtenstein (pero similar al laparoscópico). Esta es la razón por la cual hoy en día todavía se llevan a cabo pocas reparaciones de tensión, estas incluyen la reparación de Shouldice y la reparación de ligamento de Cooper/McVay.
La principal ventaja de la técnica de Shouldice sigue siendo el riesgo relativamente bajo del dolor crónico (incidencia del 10%), en comparación con la reparación abierta basada en la malla (Lichtenstein) (20% de incidencia). Sin embargo, el riesgo de dolor crónico con este método es comparable a una reparación laparoscópica realizada por un cirujano con experiencia en la reparación de la hernia inguinal (es decir,> 200 hernias / año) (8% de incidencia) (y no simplemente un cirujano con experiencia en laparoscopia, esta diferencia es importante).
Además, si el cirujano no tiene experiencia suficiente con la técnica de Shouldice, como es el caso de la mayoría de los cirujanos en la actualidad, la reparación basada en la malla puede ser aconsejable. Por ejemplo, en los países en proceso de desarrollo, donde las mallas comerciales son caras, pero donde los cirujanos también puede estar menos cualificados, una reparación abierta con una malla de mosquitera puede ser mejor que Shouldice. De hecho, ambos tienen un coste similar (una malla de mosquitera cuesta menos de $ 0.01. Su esterilización cuesta menos de 1 $), y la reparación con malla es más fácil de realizar que la de Shouldice. La reparación de Desarda es también otra opción, pero no es tan conocida.
Otra ventaja de las reparaciones basadas en la sutura frente a las reparaciones de malla permanentes es que no introducen un material extraño al cuerpo de manera permanente significativo, solo una sutura no absorbible de polipropileno. Las mallas permanentes pueden causar otras complicaciones a largo plazo debido a este hecho [cita requerida].

### Reparaciones libre de tensión

#### Desarda
La técnica Desarda es una nueva técnica basada en la sutura. Se puede realizar con suturas absorbibles. Es más sencilla y más rápida de realizar que la de Shouldice y Lichtenstein. También da resultados similares a los de Lichtenstein en términos de recurrencia, con el importante beneficio de no tener que introducir un cuerpo extraño permanente. Por otra parte, esta técnica está libre de tensión, libre de malla, y presta atención a la fisiología. Otros cirujanos propusieron independientemente el uso de otras técnicas usando un colgajo desde la aponeurosis del oblicuo externo.

#### Guarnieri
La técnica de Guarnieri apareció en 1988. Se puede utilizar con o sin malla. Al igual que la técnica de Desarda, el método de Guarnieri tiene en cuenta la fisiología, y también está libre de tensión.

## Enlaces
- Wikimedia Commons alberga una categoría multimedia sobre Cirugía de la hernia inguinal.
- A hernia information website by the people with hernias for the people with hernias.
- Surgery Methods, Inguinal Hernia, Description, Comparison
- Herniorrafia Laparoscópica

- Datos: Q3073775
- Multimedia: Inguinal hernia surgery / Q3073775